# Ikhxid
Ikhxid fou un títol que van portar alguns sobirans iranians de Sogdiana i Ferganà abans de l'islam i fins que aquest va penetrar a la zona. Derivaria de l'antic persa khshayathiya, que vol dir ‘rei’ o ‘sobirà’ (en persa mitjà i modern shah, ‘xa’). Estaria a l'origen del títol turc de shadh que portaven les famílies de prínceps per sota del kaghan turc. Quan els àrabs musulmans van arribar a Sogdiana els reis locals portaven el títol d'ikhxid.
Al-Muqaddassí esmenta a l'ikhxid de Samarcanda. Els ikhxids de Samarcanda van subsistir com a vassalls fins al temps dels abbàssides; després de la conquesta àrab de Samarcanda, l'ikhxid local es va sotmetre al califa al-Mahdí (775-785) i en endavant van tenir com a residència la nova ciutat d'Ishtikan; al segle ix ja no s'esmenta.
Un altre ikhxid fou el de Ferganà, segons diu Ibn Kurradadhbih. Ibn al-Athir diu que l'ikhxid de Ferganà fou el que va cridar els xinesos per fer front a l'exèrcit musulmà, però l'exèrcit de Kao-hsien-chih fou derrotat en la batalla de Talas per Ziyad ibn Sàlih el 751.
Al segle x el turc Muhàmmad ibn Tughj al-Ikhxid (935-946), que va establir un govern independent a Egipte, va adoptar aquest títol perquè deia ser descendent dels antics ikhxids de Ferganà.